# حمام يونس
حمّام يونس   من حمامات بغداد العامة  القديمة بجانب الرصافة من بغداد وكان في محلة الميدان يقع قريباً من الباب المعظم.والذي كان يغتسل فيه أبناء المحلات المجاورة للميدان وبعض البغداديين الذين يقصدونه من أماكن قريبة أيضاً.